# Lénora Guion-Firmin
Lénora Guion-Firmin (La Trinité, 7 agosto 1991) è una velocista francese.

## Palmarès
| Anno | Manifestazione   | Sede     | Evento      | Risultato  | Prestazione | Note                          |
| ---- | ---------------- | -------- | ----------- | ---------- | ----------- | ----------------------------- |
| 2009 | Europei juniores | Novi Sad | 4×400 m     | Bronzo     | 3'39"62     |                               |
| 2012 | Europei          | Helsinki | 4×400 m     | Argento    | 3'25"49     |                               |
| 2013 | Europei under 23 | Tampere  | 200 m piani | Argento    | 22"96       | Miglior prestazione personale |
| 2013 | Europei under 23 | Tampere  | 400 m piani | Oro        | 51"68       | Miglior prestazione personale |
| 2013 | Europei under 23 | Tampere  | 4x400 m     | Bronzo     | 3'30"64     |                               |
| 2013 | Mondiali         | Mosca    | 200 m piani | Semifinale | 23"11       |                               |
| 2013 | Mondiali         | Mosca    | 4×400 m     | Bronzo     | 3'24"21     |                               |
| 2014 | World Relays     | Nassau   | 4×400 m     | 4ª         | 3'25"84     |                               |
| 2015 | World Relays     | Nassau   | 4×400 m     | 4ª         | 3'26"68     |                               |
| 2015 | Mondiali         | Pechino  | 4×100 m     | Batteria   | 43"58       |                               |